# Pipistrellus hanaki
Pipistrellus hanaki — вид роду нетопирів.

## Середовище проживання
Відомий тільки з невеликої області на лівійського узбережжя (в районі Киренаїки). Типовою місцевістю є середземноморські ліси почерговані з чагарниками.

## Загрози та охорона
Загрози невідомі. Дії збереження невідомі.